# LA WOMAN
「LA WOMAN」（ラ・ウーマン）は、1981年6月5日にリリースされた岩崎良美の6枚目のシングル。発売元はキャニオンレコード。

## 概要
アルバム『Weather Report』からの先行シングル。
ジャケット撮影は、本作も篠山紀信の手によるもの。

## 収録曲
1. LA WOMAN（3分15秒）
作詞：大津あきら／作曲：南佳孝／編曲：船山基紀
2. 夏をひとりじめ（2分35秒）
作詞：有馬三恵子／作曲：岩沢二弓／編曲：船山基紀